# Сельское поселение «Захаровское» (Забайкальский край)
Се́льское поселе́ние «Захаровское» — муниципальное образование в Красночикойском районе Забайкальского края Российской Федерации.
Административный центр — село Захарово.

## История
Статус и границы сельского поселения установлены Законом Читинской области от 19 мая 2004 года «Об установлении границ, наименований вновь образованных муниципальных образований и наделении их статусом сельского, городского поселения в Читинской области».

## Население
| 2010  | 2011  | 2012  | 2013  | 2014  | 2015  | 2016  |
| ----- | ----- | ----- | ----- | ----- | ----- | ----- |
| 1380  | ↘1378 | ↘1338 | ↘1298 | ↘1273 | ↘1246 | ↘1230 |
| 2017  | 2018  | 2019  | 2020  | 2021  |       |       |
| →1230 | ↘1204 | ↘1183 | ↘1160 | ↗1220 |       |       |

## Состав сельского поселения
| № | Населённый пункт | Тип населённого пункта       | Население |
| - | ---------------- | ---------------------------- | --------- |
| 1 | Аца              | село                         | ↘140      |
| 2 | Захарово         | село, административный центр | ↘597      |
| 3 | Осиновка         | село                         | ↘131      |
| 4 | Фомичёво         | село                         | ↘294      |